# John McNeill (Theologe)
John J. McNeill (* 2. September 1925 in Buffalo, New York; † 22. September 2015 in Fort Lauderdale, Florida) war ein US-amerikanischer Psychotherapeut, Autor und christlicher Theologe.

## Jugend und Studium
Der am 2. September 1925 in Buffalo, New York geborene John McNeill meldete sich mit 17 während des Zweiten Weltkrieges zur U.S. Army und kämpfte unter General George S. Patton. 1944 geriet er in Deutschland in Kriegsgefangenschaft, nach sechs Monaten wurde er im März 1945 befreit. Nach seiner Entlassung aus der Armee schrieb er sich am Canisius College in seiner Heimatstadt ein. Mit Abschluss seines Studiums trat er den Jesuiten bei und wurde 1959 als römisch-katholischer Priester ordiniert.

## Akademischer Werdegang
McNeill erwarb 1964 einen Ph.D.-Titel an der Katholischen Universität Löwen in Belgien. In seiner Doktorarbeit setzte er sich mit den religiösen und philosophischen Ansätzen Maurice Blondels auseinander, diese Arbeit wurde später als erster Teil der Serie Studies in the History of Christian Thought veröffentlicht. Anschließend unterrichtete er Philosophie am LeMoyne College in Syracuse, New York und als Doktorvater an der Fordham University in New York City. 1972 wechselte er zum Woodstock Jesuit Seminary und an das Union Theological Seminary als Professor für christliche Ethik, spezialisiert im Bereich Sexualethik.
1975 begann er ein Postgraduiertenstudium der Psychotherapie am Institute of Religion and Health (IRH), im Anschluss daran eröffnete er eine private psychotherapeutische Praxis und unterrichtete am IRH. Während dieser Zeit war er der Leiter des Ausbildungsprogramms für Geistliche im städtischen Einsatz. Als außerordentlicher Professor gab er 1990 Kurse zur „Psychologischen und spirituellen Dimension in der seelsorgerischen Betreuung von Schwulen und Lesben“ am Union Theological Seminary. Zu seinen vorrangig publizierten Interessensgebieten gehört die Queer-Theologie.

## Seelsorgerische Tätigkeit
1974 war McNeill einer der Gründer der New Yorker Niederlassung von DignityUSA, einer Organisation für katholische Homosexuelle. Er beschäftigte sich über 25 Jahre mit der Seelsorge homosexueller Christen, veranstaltete Workshops, Vorlesungen und veröffentlichte Schriften zu diesem Thema.

## Schriften (Auswahl)
- The Church and the Homosexual
- Taking a Chance on God
  - dt.: Sie küßten sich und weinten... Homosexuelle Frauen und Männer gehen ihren spirituellen Weg. Kösel, München 1993, ISBN 3-466-36386-1
- Freedom, Glorious Freedom
- Both Feet Firmly Planted in Midair
- Sex as God Intended

## Auszeichnungen
- Grand Marshal of the New York City Gay Rights Parade im Jahre 1987
- National Human Rights Award im Jahre 1984 für seine Beiträge für lesbische und schwule Rechte
- Distinguished Alumnus Award vom Blanton-Peale Institutes of Religion and Health im Jahre 1989
- Humanitarian Award im Jahre 1990 von der Association of Lesbian and Gay Psychologists
- Distinguished Contribution Award von der Eastern Region American Association of *Pastoral Counselors für außerordentliche Beiträge in pastoraler Seelsorge
- United Fellowship of Metropolitan Community Churches Special Award für seine „dedicated“ Arbeiten in der Verbreitung des Glaubens innerhalb der lesbischen/schwulen Gemeinschaft
- DignityUSA Prophetic Service Award im Jahre 1997
- Metropolitan Community Church von San Francisco: Living Saint Award im Jahre 1999